# Bisham
Bisham est une paroisse civile et un village du Berkshire, en Angleterre.
Se trouve sur la rive droite de la Tamise. Sa prononciation correcte est « Bi-sam », pas « Bi-cham ».